# Eywiller
Eywiller je občina v departmaju Bas-Rhin francoske regije Alzacija.
Leta 1990 je v občini živelo 259 oseb oz. 55 oseb/km².